# The Gay & Lesbian Review Worldwide
The Gay & Lesbian Review Worldwide (anteriormente The Harvard Gay & Lesbian Review) es una revista bimensual de distribución nacional sobre historia, cultura y política para personas LGBT y sus aliados que están interesados en la gama de cuestiones sociales, científicas y culturales planteadas por la sexualidad entre personas del mismo sexo. Library Journal (en su número de julio de 1995) lo describió como "el diario de registro para cuestiones LGBT".

## Historia
Inicialmente, The Harvard Gay & Lesbian Review fue publicado por Harvard Gay & Lesbian Caucus.  En 1996, la revista se organizó como una corporación educativa.  En 2000, el nombre de la revista se cambió a The Gay & Lesbian Review Worldwide para reflejar su condición independiente, y en 2001 la Review comenzó a publicarse cada dos meses. Desde aproximadamente diciembre de 2017, Review dice que tiene una circulación de alrededor de 9000 suscriptores habituales.

## Status actual
El Dr. Richard Schneider es editor en jefe. Martha E. Stone es la editora literaria.
Desde el inicio de la revista, cada número se ha organizado en torno a un tema conceptual con ensayos de destacados académicos y escritores en el campo dado. Los temas recientes han incluido, por ejemplo, "La ciencia de la homosexualidad", "Eros y Dios" y "Psicología extraña".  Además de estos ensayos, que representan aproximadamente el 60% del contenido de la revista, cada número ofrece reseñas de libros, varios poemas y columnas especiales como "International Spectrum" y "Artist's Profile".  En febrero de 2016, la Revista lanzó un sitio web rediseñado, que ofrece una muestra de artículos de los números actuales y pasados, pautas para escritores, información de suscripción, etc.
La misión de The Gay & Lesbian Review Worldwide es proporcionar un foro para la discusión ilustrada de temas e ideas de importancia para las lesbianas y los hombres gays, promover la cultura gay y lésbica proporcionando un vehículo de calidad para sus mejores escritores y pensadores y educar a un público más amplio sobre temas de gays y lesbianas.
Barney Frank se ha referido a The Review como el único lugar donde puede escribir un artículo con la confianza de que los lectores son homosexuales e inteligentes. En una entrevista del New York Times de 1998, Larry Kramer describió a The Gay & Lesbian Review como "nuestra revista intelectual, para bien o para mal."

## Contribuidores notables
- Edward Albee

- David Bergman

- Michael Bronski

- Alfred Corn

- Samuel R. Delany

- John D'Emilio

- Emma Donoghue

- Martin Duberman

- Lillian Faderman

- Edward Field

- Barney Frank

- Jewelle Gomez

- Marilyn Hacker

- Andrew Holleran

- Jill Johnston

- Matthew Kennedy

- Larry Kramer

- John Lauritsen

- Terrence McNally

- Eileen Myles

- Thom Nickels

- William Percy

- Felice Picano

- John Rechy

- Ned Rorem

- Douglas Sadownick

- Sarah Schulman

- Gore Vidal

- Patricia Nell Warren

- Edmund White

- Evan Wolfson